# Edwin D. Morgan
Denison Edwin Morgan (8 de fevereiro de 1811 - 14 de fevereiro de 1883) foi o governador de Nova Iorque, entre 1859 até 1862 e serviu no Senado dos Estados Unidos entre 1863 até 1869.